# 12596 Шукла
12596 Шукла (12596 Shukla) — астероїд головного поясу, відкритий 9 вересня 1999 року.
Тіссеранів параметр щодо Юпітера — 3,529.